# 張飛
張 飛（ちょう ひ、拼音: Zhāng Fēi、生年不詳 - 章武元年（221年）6月）は、中国後漢末期から三国時代の蜀の将軍・政治家。字は益徳（えきとく）、ただし、『演義』においては翼徳（よくとく）。幽州涿郡の人。『三国志』蜀志に伝がある。封号は新亭侯、のち西郷侯。諡は桓侯。子は張苞・張紹・敬哀皇后張氏・張皇后。孫は張遵。
後漢末の群雄の一人である劉備の挙兵に当初から付き従った人物で、その人並み外れた勇猛さは下述の通り中原に轟いた。その武勇は後世にも称えられ、小説『三国志演義』を始めとした創作作品でも多くの脚色を加えて取り上げられており、現在でも中国や日本を中心にその人柄を大いに親しまれている。

## 生涯

### 劉備に従う
張飛は、同郡に住む劉備が黄巾の乱に臨んで義勇兵を集めようとした時、他所から流れてきた関羽と共にその徒党に加わり、腹心の配下となった。以後は関羽と共に劉備から兄弟のような親愛の情を受けることとなり、大勢の前では劉備を主君として立て、命がけで護衛の任務を務めたという。また、関羽の方が数歳年長であったため、関羽を兄のように敬愛して仕えていた。やがて劉備が公孫瓚に採り立てられて平原相となると、関羽と共に別部司馬に任じられ、それぞれが一軍の指揮を執る将となった。
興平元年（194年）、劉備は身を寄せていた徐州で、徐州牧の陶謙に位を譲られて徐州牧となった。建安元年（196年）、劉備が徐州に侵攻した袁術と戦っている最中、張飛は本拠地である下邳の留守を任されていたが、そこで下邳相曹豹と対立した。劉備と袁術が1か月睨みあっている隙に、劉備に身を寄せていた呂布が、下邳を攻撃した。曹豹が寝返り呂布に呼応したため、張飛は敗北し、劉備の妻子を捕虜にされてしまった。劉備と呂布は一旦は和睦したが再び仲違いを起こし、劉備は曹操の元に身を寄せた。張飛は曹操の呂布討伐に劉備と共に従軍し、その戦いでの功績を認められ、許に戻ったときに曹操から中郎将に任命された。
その後、劉備が曹操に背き、袁紹・劉表に相次いで身を寄せると、それにも付き従って、各地で転戦した。
建安5年（200年）、薪を伐採していた夏侯覇の14歳（または13歳）の従妹を、張飛は捕えて妻とした。後に女児を産んだ。

### 長坂橋大喝

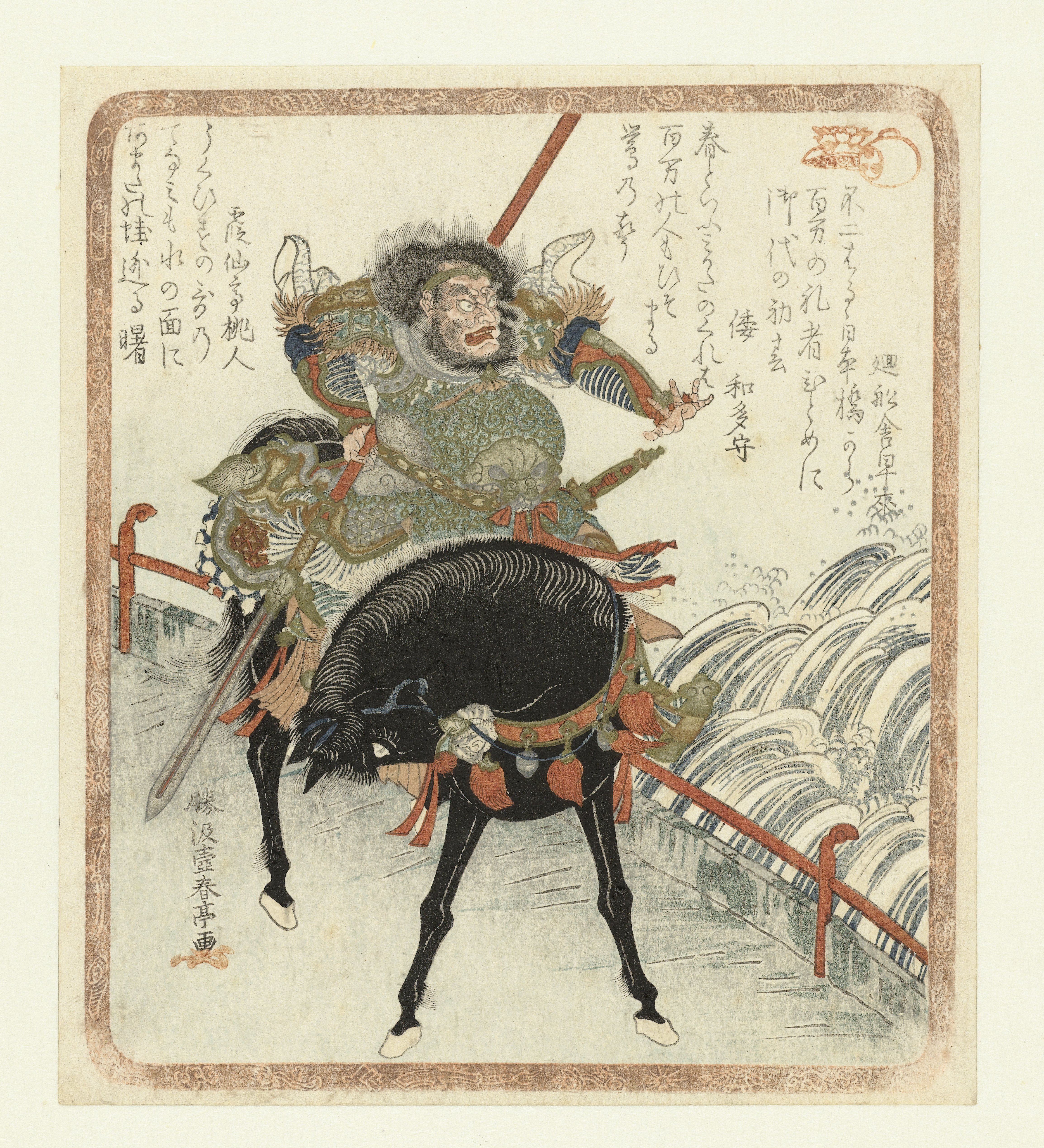
勝川春亭による長坂橋の張飛。

建安13年（208年）、荊州牧の劉表が死去し、曹操が荊州へ進軍すると劉備は江南へと逃げた。曹操は昼夜をかけてこれを追い、当陽県の長坂まで到着した。劉備は曹操がやってきたと聞くと妻子を棄てて逃走し、張飛は20騎ほどを従えて殿軍を引き受けた。張飛は川に拠って橋を落とし、目を怒らせ矛を横たえて「この俺が張益徳だ！かかって来い！死ぬまでやり合おうぞ！」と曹操軍に向けて言い放ったところ、誰もあえて近づこうとしなかった。これによってついに劉備は落ち延びることができた（長坂の戦い）。
劉備が赤壁の戦いの後、荊州南部を攻略すると、張飛は宜都太守・征虜将軍に任命され新亭侯に封じられた。しばらくして張飛は南郡に転任することになった。

### 劉備軍の大将

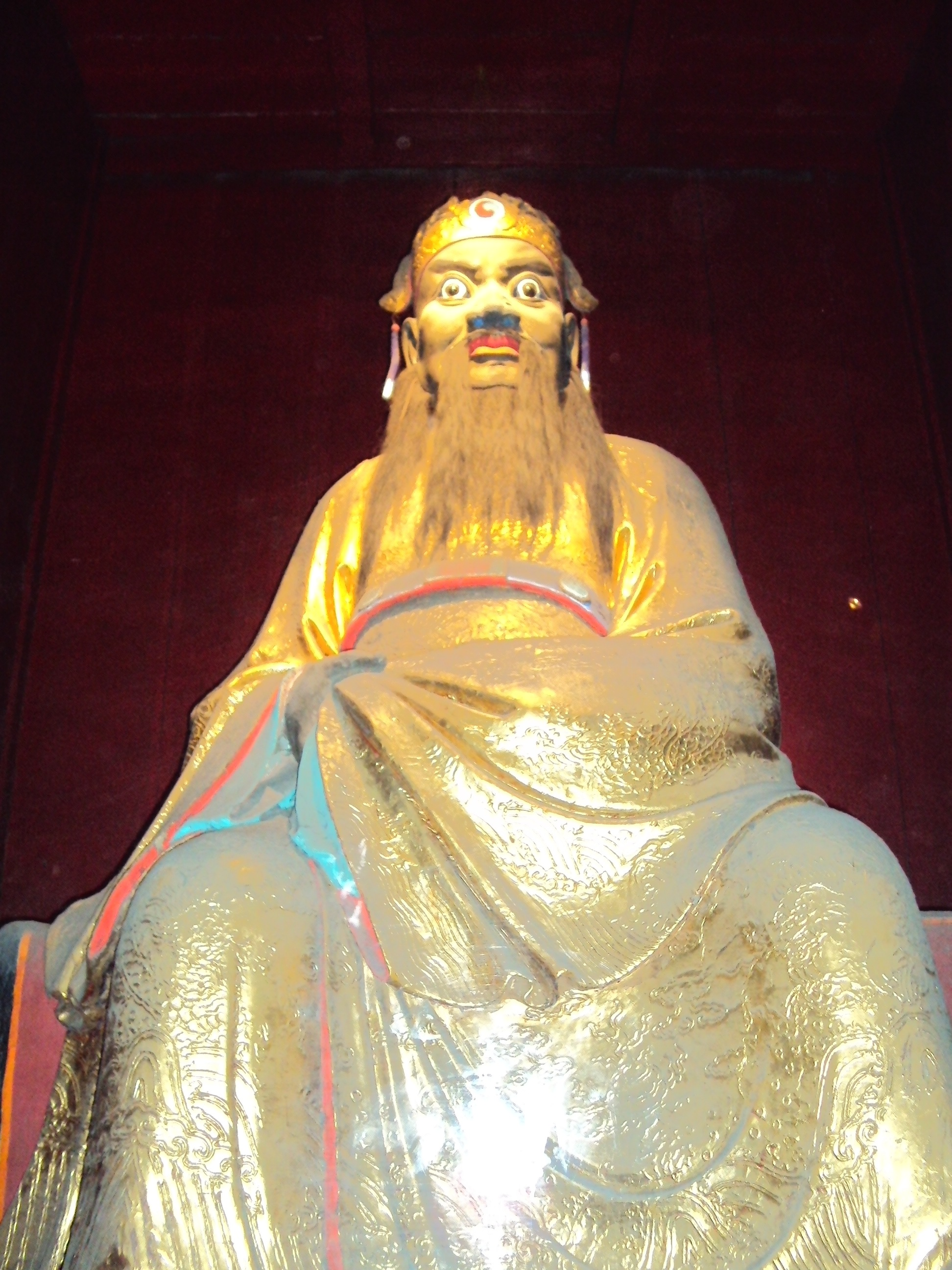
成都武侯祠の張飛像

建安16年（211年）、劉備が劉璋に招かれて益州入りした（劉備の入蜀）。建安17年（212年）、劉備が法正らと謀って益州攻略を企てると、張飛は諸葛亮・趙雲・劉封らと共に援軍として益州に攻め込み、手分けして郡県を平定した。
江州では巴郡太守の厳顔を生け捕りにした。このとき、張飛は自身が大軍でやってきたのに、厳顔が少数で抗い、降伏しなかった事に腹を立て、厳顔を詰問した。厳顔は「お前達は無礼にも、我が州（益州）に武力をもって侵略した。我が州には断頭将軍（首をはねられる将軍）はいても、降伏する将軍はおらぬ！」と張飛を面罵した。腹を立てた張飛は、部下に彼の首を切らせようとしたが、厳顔がそこでさらに「匹夫め、さっさと斬れ！怒るだけ無駄だ」といったので、張飛は厳顔を見事だと思い彼を釈放し、以後は賓客として扱った。
張飛は劉璋軍との全ての戦いで勝利し、成都で劉備と落ち合った。劉備は益州奪取における張飛の功績を評価し、諸葛亮・法正・関羽と同等に金五百斤・銀千斤・五千万両・綿千匹の褒賞を与えた。張飛は巴西太守に任じられた。
建安20年（215年）、曹操は漢中の張魯と戦って降伏させると、配下の夏侯淵と張郃に漢中を守備させた。張郃は巴東・巴西に攻め込みその住民を漢中に移住させた。その後さらに渠宕・蒙頭・蕩石に軍を進めたところ張飛に拒まれ、張飛は、張郃の軍と50日あまり対峙した後、精鋭の1万人ほどを率い山道の隘路を利用し、迎え撃つ作戦を立てた。張郃は狭い山道の中で軍が前後で間延びしたために各個撃破され、たった数十人の部下と共に脱出する羽目になった。張飛は張郃の軍を撃退することに成功し、これにより巴の地は安寧を取り戻した。
建安22年（217年）、張飛は劉備の漢中攻略戦に従軍し、下弁方面での作戦に馬超・呉蘭らと共に参加したが、曹洪・曹休らに阻まれ、目立った戦果を挙げることなく撤退した（『三国志』魏志「武帝紀」及び「諸夏侯曹伝」）。
建安24年（219年）春、劉備が漢中を攻略すると、成都に政庁を置くことにしたため、前線の漢中の守備を誰に任すべきかということになった。周囲は張飛が任されるものと思い、張飛自身もそう考えていた。しかし劉備は魏延を抜擢した。盧弼によれば、張飛はその暴虐な性格によって兵卒から嫌われていたので、漢中の守備から外されたのだという。
同年秋、張飛は他の群臣達と共に劉備を漢中王に推挙した。劉備が漢中王になると、張飛は仮節・右将軍に任命された。

### 最期
章武元年（221年）、劉備が即位し蜀（蜀漢）を建国すると、張飛は車騎将軍兼司隷校尉に任命され、西郷侯に昇進した。同年、劉備が呉に対して侵攻することになると、張飛は1万の兵士を率いて閬中を出発し、江州で劉備と合流することになった。その準備をしている最中である同年6月、恨みを抱いていた部下の張達・范彊に殺された。劉備はかねてより張飛が死刑を頻繁に行い、鞭打ちした部下を自分の近侍として仕えさせていることを戒めていたといい、この時張飛の都督から上奏文が届けられたと聞くと、その内容を聞く前に「ああ、（張）飛が死んだ」と悟ったという。
長男の張苞は若死していたため、次男の張紹が跡を継いだ。
景耀3年（260年）秋、劉禅によって桓侯と諡された。

## 人物
元々身分の高かった劉備が洗練された書面語で話すのに対し張飛は乱暴な口語を使うが、これは出身地が北宋時代以降、騎馬民族のモンゴル族根拠地となった（燕雲十六州）ことがあり、「漢児言語」という一種のピジン語が話されていたことから、その影響ではないかという研究がある。このため、日本語訳では張飛の言葉はべらんめえ調の江戸方言などで訳されることが多い。

### 武勇
劉備が皇帝に即位した直後の詔勅では、張飛の事を古代の召虎に喩えて、その武勇を賞讃している。また、曹操の参謀であった程昱らから「張飛の勇猛さは関羽に次ぐ」さらに「1人で1万の兵に匹敵する」と、郭嘉も同様に張飛・関羽は共に1万の兵に匹敵するとし、劉備の為に死を以て働いていると、董昭は関羽、張飛は劉備の羽翼であり恐れるべきであると、また劉曄にも「関羽と張飛の武勇は三軍の筆頭である」と評されており、孫権軍の重鎮である周瑜からも「張飛と関羽を従えれば大事業も成せる」と評されるなど、その武勇は天下に広く評価されていた。『呉録』には、周瑜が江陵を攻めたとき、張飛の援軍1000人が加勢したという記述があり、事実であれば周瑜との面識もあったことになる。
ただ、張飛は士大夫と呼ばれる知識人層には敬意をもって応対したものの、身分の低い者、兵卒などには暴虐であった。多すぎる死刑の数と、いつも兵士を鞭打っている上にその当人を側に仕えさせていることを、劉備からは常々注意されていた。しかし張飛は改めることができず、ついに死に直結する事態を招くこととなった。
三国志を著した陳寿は、蜀志「関張馬黄趙伝」の張飛伝の最後に張飛と関羽の人物評を併せて載せ、このように括っている。

関羽・張飛の二人は、一騎で万の敵に対する武勇があると賞賛され、一世を風靡する剛勇の持ち主であった。関羽は顔良を斬ることで曹操に恩返しを果たして去り、張飛は厳顔の義心に感じ入ってその縄目を解き、両者並んで国士と呼ぶに相応しい気風を備えていた。しかし、関羽は剛毅が行きすぎて傲慢であり、張飛は乱暴で部下に恩愛をかける配慮が無く、これらの短所が仇となって、敢え無く最期を遂げることとなった。理数の常（＝道理からして当然）である。（「關羽 張飛皆稱萬人之敵 為世虎臣 羽報效曹公 飛義釋嚴顔 並有國士之風 然羽剛而自矜 飛暴而無恩 以短敢敗 理數之常也」『蜀志巻六・関張馬黄趙伝』）。

陳舜臣はこれを、関羽も張飛も、共に低い身分から士大夫に出世したが、関羽の場合は今や同じ身分となった士大夫に対しての傲慢な振る舞いとなり、張飛の場合は士大夫に出世したことを喜んで同じ身分の者には敬意を払ったが、下の者に対して傲慢になるという正反対の行動になったと解釈している。
唐の史館が選んだ中国史上六十四名将に関羽と共に選ばれている（武廟六十四将）。

### エピソード
『三国志』蜀志「劉巴伝」が注に引く『零陵先賢伝』によると、庶民（当時の用語では庶人）上がりの張飛が士大夫の劉巴の下に泊まった際、劉巴は話もしようとしなかった。さすがにその態度に腹を立て、諸葛亮もまた劉巴と張飛の間を取りなそうとしたが、劉巴は「大丈夫（立派な男）たる者がこの世に生を受けたからには、当然、天下の英傑とこそ交友を結ぶべきです。どうして兵隊野郎（張飛の事）と語り合う必要がありましょうか」と言い捨て、ついに張飛とは親交を結ぶことが無かった。士大夫と庶民との間に、厳然たる身分差と、それによる差別があったことが窺える。

### 異説
明代、八濛山(四川省渠県)の石壁に岩に刻まれた隷書の文章が発見された。「漢将軍飛率精卒萬人大破賊首張郃於八濛立馬勒銘」(漢の将軍張飛が精兵万人を率いて八濛において敵将張郃を大破する、ここに軍功を刻む)　後世の人々はこれを「張飛立馬銘」と呼び、張飛に優雅な一面があることに驚かされた。現在は摩耗により判読が難しくなっているが、清光緒年間の拓本がありその筆跡を堪能できる
しかしこの銘文に関する最も早い言及は明の文人楊慎（蜀の出身）である。これは少なくとも三国時代1200年以後のことである。さらに古より書道に関する『四体書勢序』、『書物』、『文字志』、『書断』、『叙書賦』、『法書要録』、『歴代名画記』、『墨藪』、『宣和書譜』、『書史会要』などの著作は、一度も張飛の名前に触れたことがない。近年においては、この銘文の「発見者」である楊慎が捏造したものだったと考えられている。

## 説話における張飛
明代に成立した『笑府』にも周倉同様に登場するなど、他の三国時代の人物に対し、より庶民に愛される存在として伝承されてきた。張飛が督郵を鞭打つ場面と長坂橋で曹操軍の前に仁王立ちする場面は、京劇などで特に人気が高く、大向こう受けするという。以降『演義』を下敷きにした各種創作では、こうしたコミカルさも取り入れた好漢として活躍している。

### 三国志平話
『三国志平話上巻』（『第至治新刊全相平話三國志　巻之上』）に「姓張名飛、字翼德 乃燕邦涿郡范陽人也 生得豹頭環眼 燕頷虎鬚 身長九尺餘 聲若巨鐘 家豪大富」と描写される。

### 三国志演義
小説『三国志演義』では、黄正甫本『三国志伝』・毛本『三国演義』で字は翼徳（よくとく）、嘉靖本『三国志通俗演義』で字は益徳。五虎大将軍の一人と位置付けられている。
身長八尺（約184cm）、豹のようなゴツゴツした頭にグリグリの目玉、エラが張った顎には虎髭、声は雷のようで、勢いは暴れ馬のよう（「身長八尺 豹頭環眼 燕頷虎鬚 聲若巨雷 勢如奔馬」）と表される容貌に、一丈八尺の鋼矛「蛇矛（だぼう）」を自在に振るって戦場を縦横無尽に駆ける武勇を誇る武将として描かれている。また、家柄は肉屋と設定されている。
張飛は一騎討ちの名手であり、呂布とも三たび渡り合い、関羽と一騎討ちで互角に戦った紀霊を討ち取り、曹操軍屈指の武勇を持つ猛将である許褚に一騎討ちで勝利している。関羽は曹操に「我が弟、張翼徳の武勇は拙者以上でごさる」と語っており、呂布も泥酔して力を尽くせない張飛に対し、それでも剛勇さをよく知っていたため、むやみに近付こうとしなかった。
『演義』における張飛は、劉備を高潔な君子としてアピールするために、粗暴な役回りを押しつけられている部分が多い。例えば、黄巾の乱の後、劉備が査察にきた郡の督郵（監察官の職）に面会を断られ鞭打ったことがあるが、『演義』では、聖人君子である劉備像を壊さない為に、劉備に賄賂を要求した督郵に腹を立てた張飛が暴行を加えたことにされている。
若い頃は、戦場では蛮勇を振るうものの戦の後の宴席では酒に任せて暴力を振るうために、部下達に信頼されていない情景が描かれている。極めつきは、劉備が朝廷の命に従って袁術へ軍勢を出した時、その留守役として下邳を守っていた際に起こった事件で、泥酔した隙をつかれ、呂布とその軍師の陳宮の計略に引っ掛かり、部下に反乱され、主君である劉備の妻子を城諸共に奪われ、曹操の下に身一つで転がり込む原因を作っている。その一方で劉備達同様子供や老人のように力を持たない民衆に対しては優しく接するなど、涙もろく義理人情に厚い人物としても描かれている。
呂布滅亡後、劉備が曹操と不仲になると、徐州に攻め入ってきた曹操部下の劉岱と合戦をする前に、張飛軍は兵の士気を上げるために酒盛りをするが、途中で張飛が暴れ部下に暴行するという策を実行している。このことで部下が劉岱の下へ走って逃げ、張飛軍の内情を暴露させることになる。その情報を信用し攻めてきた劉岱軍を攻撃し、劉岱を捕らえている。
官渡の戦いの前には、山賊にまで成り下がり、劉備の下に戻ろうと合流を望む関羽を、裏切り者呼ばわりして襲いかかるなど、血の気が多く、短慮な所も見せている。
劉備が諸葛亮を迎えた時には、劉備が自分と彼を「水と魚のようなもの」（水魚の交わり）と例えたことに嫉妬を覚え、後に諸葛亮が采配を振ることになった時には、関羽と共に反発している。しかし、博望坡の戦いで諸葛亮の采配が的中すると関張らはその鬼謀に心服し、以降信頼を寄せている。龐統が県令の職を怠けたときも、これに激怒して殺害しようとするが、見事な仕事ぶりを見せると感心し、無礼をすぐさま謝罪している。
益州入りの後には張郃を相手に智謀を巡らして、勝利を得る張飛の成長した姿が描かれている。
しかし最後には、義兄弟である関羽を失ったことで部下に対して当たり散らすことが多くなり、その結果破滅するという悲劇的な末路を描いた所で、『演義』は「張飛」という人物を締めくくっている。このとき五十五歳と記され、167年の生まれと設定されていることがわかる。

### 花関索伝
『新編全相説唱足花関索出身伝 前集』（花関索伝）に、青口桃源洞の子牙廟で桃園の誓いの際、関羽と張飛は後のために互いの家族を殺そうということになるが、張飛は関平を供とし、胡金定（関羽の夫人　関索の母）を殺さず逃がしている。

### 柴堆三国
『歸田瑣記』（梁章鉅　清）「關西故事」に肉屋であった張飛が肉を冷やすための重しの石を関羽が持ち上げたエピソードがある「張飛井戸」などの桃園の誓い伝説が記述されている。

### 笑府
明末期の笑話集『笑府』に、楊貴妃と張飛の登場する笑話がある。
ある男が、野ざらしになっていた骸骨を見つけ、気の毒に思って供養をしてやった。その晩、男の家の戸を叩く者があり、「誰だ」と聞くと「妃（フェイ）です」と答える。さらに訊ねたところ、「私は楊貴妃です。馬嵬で殺されてから葬られることもなく野ざらしになっていたのを、あなたが供養して下さいました。お礼に夜伽をさせて下さい」と答え、その晩、男と夜を共にした。これを聞いて羨んだ隣の男が、野原を探し回ってやはり野ざらしになった骸骨を見つけ、供養したところその晩やはり戸を叩く者があった。「誰だ」と聞くと「飛（フェイ）だ」と答える。「楊貴妃かい」と聞くと「俺は張飛だ」という答え。仰天して「張将軍が我が家に何ゆえのお越しで」と訪ねると、張飛曰く「俺は閬中で殺されてから、葬られることもなく野ざらしになっておったのをあんたに供養してもらった。その礼に夜を共にさせてくれい」。これが日本で翻案されたのが、落語『野ざらし』となった。